# Shantia Ullmann
Shantia Ullmann (* 1983 in Hamburg) ist eine deutsche Film- und Theaterschauspielerin.

## Leben
Ihr Vater ist Schauspieler und leitete eine eigene Schauspieleragentur in Hamburg. Ihre Mutter ist Tänzerin, ihr Bruder Kostja Ullmann auch Schauspieler.
Shantia Ullmann stand bereits mit acht Jahren als Dornröschen das erste Mal auf der Bühne der Hamburger Staatsoper. Später spielte sie am Ernst Deutsch Theater Hamburg in den Produktionen Der Wirrkopf und Die Schule der Ehemänner von Molière mit. Es folgte mit der Rolle des Jason ein Ausflug in das Musical Falsettos. Zudem wirkte sie in verschiedenen Fernsehserien und Reihen, wie Großstadtrevier, Alarm für Cobra 11 – Die Autobahnpolizei, Der Ermittler und Tatort Kiel mit.
Bereits während ihrer Schauspielausbildung war sie am Schauspielhaus Hannover und an der Komödie am Kurfürstendamm in Berlin zu sehen. Zuletzt hat sie in Schwäbisch Hall im Globetheater die Rolle der Mariane im Geizigen gespielt. In der Komödie im Marquardt stand sie in Acht Frauen als Catherine auf der Bühne.
Im Jahr 2007 hat sie die Hochschule für Musik und Theater in Hannover erfolgreich abgeschlossen.

## Theater
- 1996 – Delphi Theater Hamburg, Jason in Falsettos (Musical), Regie: Markus Weber
- 1997 – Ernst Deutsch Theater Hamburg, Lisette in Die Schule der Ehemänner, Regie: Jörg Pleva
- 1998 – Theater im Zelt Hamburg, Erphile in Die vornehmen Liebhaber, Regie: Jörg Pleva
- 2006 – szenische Lesung Anahita in Anahita, wer schuf das Wasser, wer das Gesetz, Regie: Sahand Zimmermann
- 2006 – schauspielhannover Wir im Finale, div. Rollen, Regie: Marc Prätsch
- 2006 – Komödie am Kurfürstendamm Berlin: krankes Mädchen und div. Rollen in Der Hauptmann von Köpenick, Regie: Jürgen Wölffer
- 2007 – Freilichtspiele Schwäbisch Hall Mariane in Der Geizige, Regie: Thomas Goritzki
- 2007 – Schauspielbühnen in Stuttgart Komödie im Marquardt: Catherine in Acht Frauen, Regie: Klaus Seiffert
- 2008 – Schauspielbühnen in Stuttgart Komödie im Marquardt: Hexe Lilli in Hexe Lilli und der verrückte Ritter, Regie: Christoph Wieschke
- 2009 – Landestheater Salzburg:Gretchen in J.W.Goethes Faust I., Intendant: Carl Philip von Maldeghem
- 2009 – Freilichtspiele Schwäbisch Hall, „Ein Sommernachtstraum“ als „Hermia“, Regie: Christoph Biermeier
- 2010 – Freilichtspiele Schwäbisch Hall, „Ein Sommernachtstraum“ als „Hermia“, Regie: Christoph Biermeier

## Filmografie
- 2002 – Der Ermittler (Fernsehreihe)
- 2003 – Rettungsflieger (Fernsehreihe)
- 2004 – Tatort – Kiel (Fernsehreihe)
- 2004 – Chain Reaction Massacre (Kurzfilm)
- 2004 – Am Ende des Tages (Kurzfilm)

## Nachweise
1. ↑  Kostja Ullmann in www.stern.de
2. ↑   Kostja Ullmann in welt.de
3. ↑  Shantia Ullmann Homepage
4. ↑  Shantia Ullmann bei der Hochschule für Musik, Theater und Medien Hannover, abgerufen am 5. Dezember 2023

| Personendaten    | Personendaten                            |
| ---------------- | ---------------------------------------- |
| NAME             | Ullmann, Shantia                         |
| KURZBESCHREIBUNG | deutsche Film- und Theaterschauspielerin |
| GEBURTSDATUM     | 1983                                     |
| GEBURTSORT       | Hamburg                                  |